# Françoise de Rabutin-Chantal
Pour les articles homonymes, voir Rabutin.
Françoise de Rabutin-Chantal est née en 1599 au château de Bourbilly à Vic-de-Chassenay, morte le 4 décembre 1684. Comtesse de Toulongeon par son mariage avec Antoine II de Toulongeon (aussi d'Alone-Toulongeon), gouverneur de la citadelle de Pignerol, elle est la fille de Jeanne de Chantal, fondatrice de l'Ordre de la Visitation et une lévitation dite miraculeuse qui se produisit en son château de Toulongeon servit le procès en canonisation de celle-ci. Elle est chez les Rabutin la sœur de Celse-Bénigne de Rabutin, la tante de Madame de Sévigné et la belle-mère de Roger de Bussy-Rabutin, et chez les Toulongeon la tante de Françoise-Madeleine de Chaugy.

## Biographie

### Contexte familial et éducation

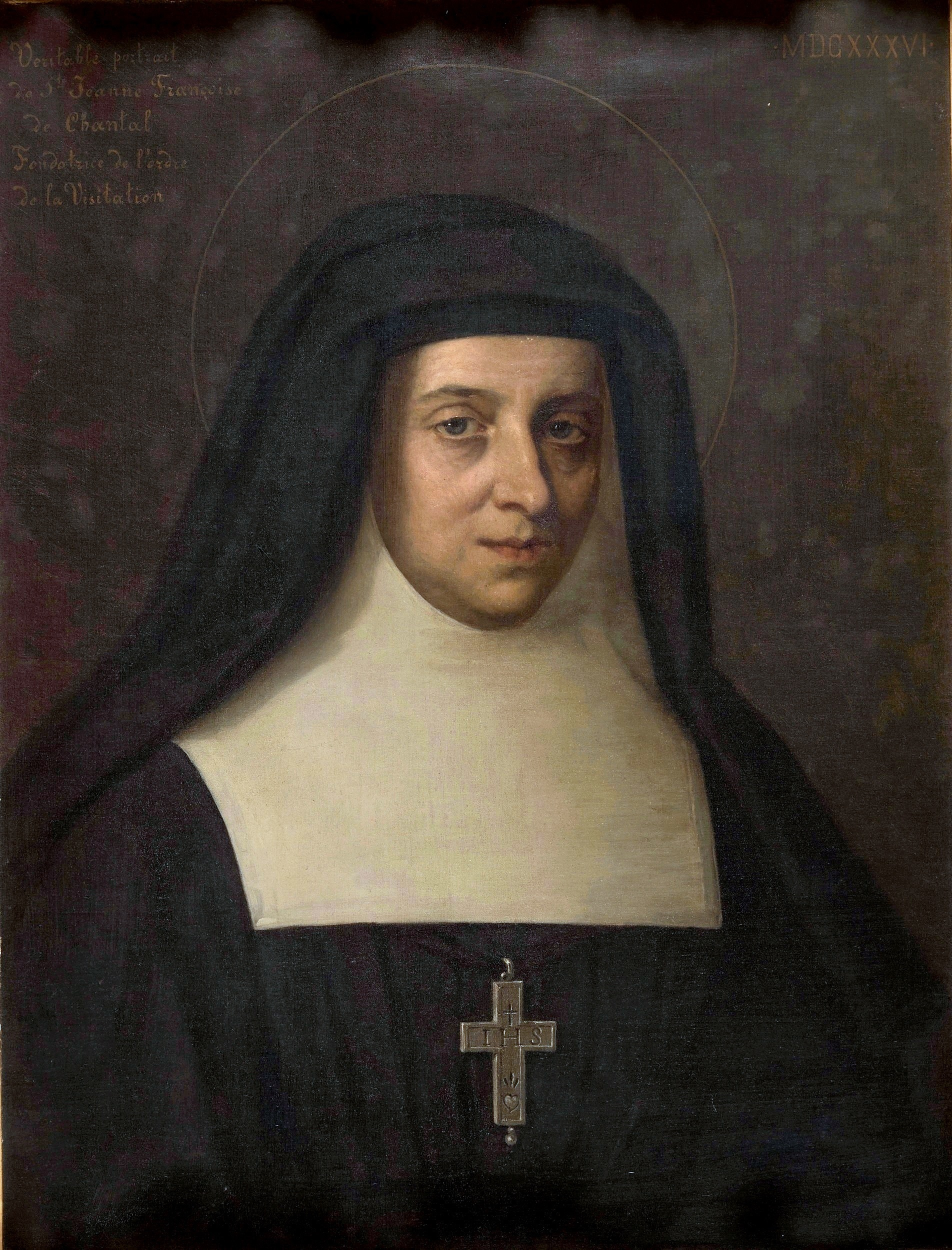
Jeanne de Chantal

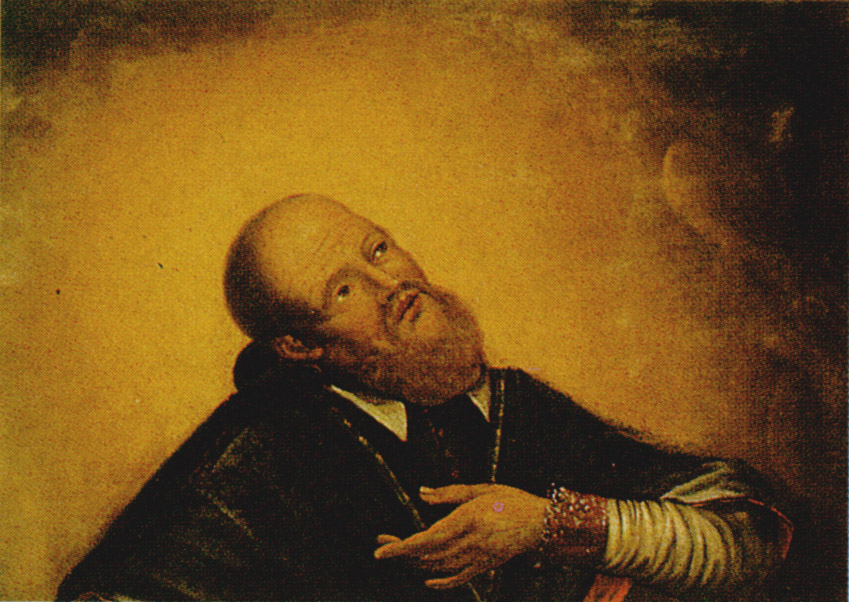
François de Sales

Françoise est la cinquième des six enfants nés au château de Bourbilly du mariage de Christophe de Rabutin, baron de Chantal, et de Jeanne Frémyot et la seule d'entre eux à avoir connu une longue vie : deux enfants mort-nés en 1592 et 1594, Celse-Bénigne (1596-1627) et Marie-Aimée (1598-1617, future épouse de Bernard, frère de François de Sales) la précèdent, Charlotte (1601-1610) la suit. À la mort des suites d'un accident de chasse de Christophe de Rabutin en 1601, sa veuve part vivre avec ses six enfants chez son beau-père Guy de Rabutin au château de Monthelon. La mère de Françoise vise rapidement pour elle une vie conventuelle et, ne semblant pas prendre en compte la mesure à laquelle, dès 1604, l'invite François de Sales dans ce projet – « Si Françoise veut de son gré être religieuse, bon ; autrement je n'approuve pas qu'on prévienne sa volonté par des résolutions... » – lui organise en 1607 un séjour en l'abbaye de Baume-les-Dames dans le but que la mère abbesse, Marguerite III de Genève, promeuve cette vocation chez l'enfant.
C'est aux fins de son entrée dans la vie religieuse qu'en mars 1610 Jeanne part pour Annecy en emmenant Françoise alors surnommée « Françon », s'installant en la maison de la Galerie, rue de la Providence, puis en la Maison Nicollin. Elle prononce ses vœux le 6 juin 1611 et fonde le premier monastère de la Visitation (emplacement de l'actuelle église Saint-François, bâtie en 1614), faisant que l'éducation de Françoise se poursuit au couvent, avec le statut pour le moins atypique, ainsi que le développe Françoise Kermina, de fille de la mère supérieure : « elle occupait une cellule voisine de celle de sa mère et, tous les matins, elle se postait sur le passage de sa mère pour la saluer du réglementaire enclin de tête. Très pieuse aussi, elle prenait au sérieux son existence monacale, pratiquait l'oraison, se donnait la discipline avec des orties et la donnait du même coup à la petite compagne qui lui avait été adjointe car elle avait le caractère impérieux de ses ancêtres paternels. C'était une belle enfant, bruyante, aimant la vie, à l'esprit ardent et curieux. Sa présence égayait la communauté car elle avait pour s'amuser un écureuil et un oiseau auxquels, fatalement, s'attachèrent les jeunes sœurs. François de Sales intervint, les petits animaux disparurent, et il fut inséré dans la règle qu'aucune bête familière ne serait autorisée dans les couvents de la Visitation. De même, il fit enlever des poupées habillées en anges qui distrayaient un peu trop les religieuses. Malgré tout, la jeune fille était une anomalie dans un couvent de contemplatives cloîtrées ».
« C'est la charmante petite femme, restitue encore Françoise Kermina, que François de Sales apprécie en elle, une petite femme déjà séduisante et qui sait le séduire en se jetant à ses pieds, ou même à son cou. Lui, assez sévère finalement dans la conduite des femmes, est avec elle toute indulgence ». Indulgence qu'il manifeste ainsi lorsque, grandissante, elle prend goût à la coquetterie et qu'il la surprend apprêtée pour une sortie en tenue très décolletée, il lui confie, rassurant, n'être pas tant fâché qu'elle pourrait croire et « lui présente malicieusement des épingles en lui donnant pour pénitence de réciter un Ave Maria par jour, ce qu'elle fera toute sa vie ponctuellement, car elle aime et vénére son père de substitution. Mais il voit bien qu'avec cette ardente jeune fille, il faut faire la part du feu ».

### Madame de Toulongeon
« Belle jeune fille, brillante et spirituelle, aimant le luxe et les plaisirs, particulièrement douée en "rabutinades" », Françon ne choisit pas la vie conventuelle souhaitée pour elle par sa mère : celle-ci songe à la faire entrer à l'abbaye du Puits d'Orbe dont l'abbesse est son amie Rose Bourgeois de Crépy, sœur de la présidente Brulart, ce dont le lucide François de Sales, pour qui la vocation se doit d'être « un appel personnel et libre », la dissuade. Elle épouse en 1620, néanmoins toujours sur le choix de sa mère, Antoine II de Toulongeon (1572-1633), noble bourguignon dont la famille, qui remonte au XVe siècle, compte deux maréchaux et trois chevaliers de la Toison d'Or, capitaine au régiment des Gardes françaises de Louis XIII, et à ce titre présent aux côtés du roi à la bataille des Ponts-de-Cé (1620), au siège de Saint-Jean-d'Angély (1621) et à la prise de Nègrepelisse (1622). Blessé à mort le 10 juin 1622 à Nègrepelisse, sa guérison immédiate et sa reprise du combat le lendemain seront dites premier miracle de Toulongeon : « s'avisant de se saisir d'un souverain remède, il appliqua avec une vive foi et révérence sur sa plaie une des lettres que François de Sales lui avait écrites... Le roi en personne conçut une très haute estime de sa valeur et de sa conduite ».

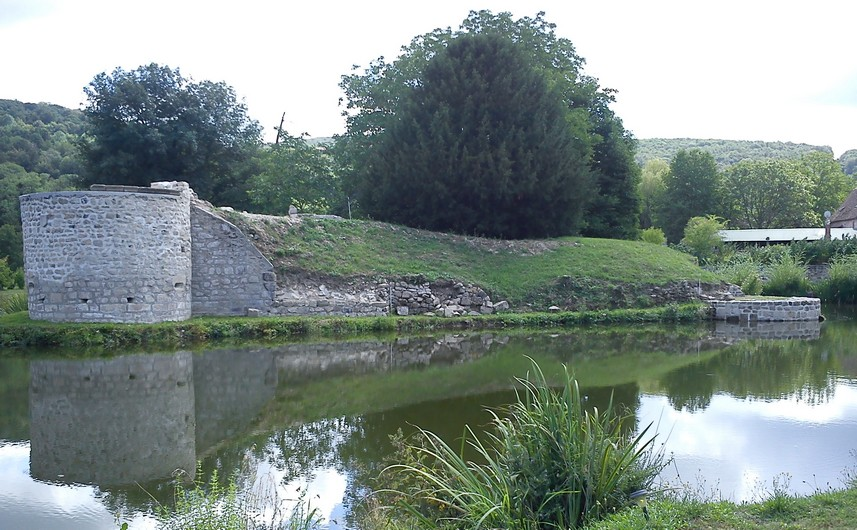
Château d'Alone-Toulongeon, La Chapelle-sous-Uchon, vestiges actuels

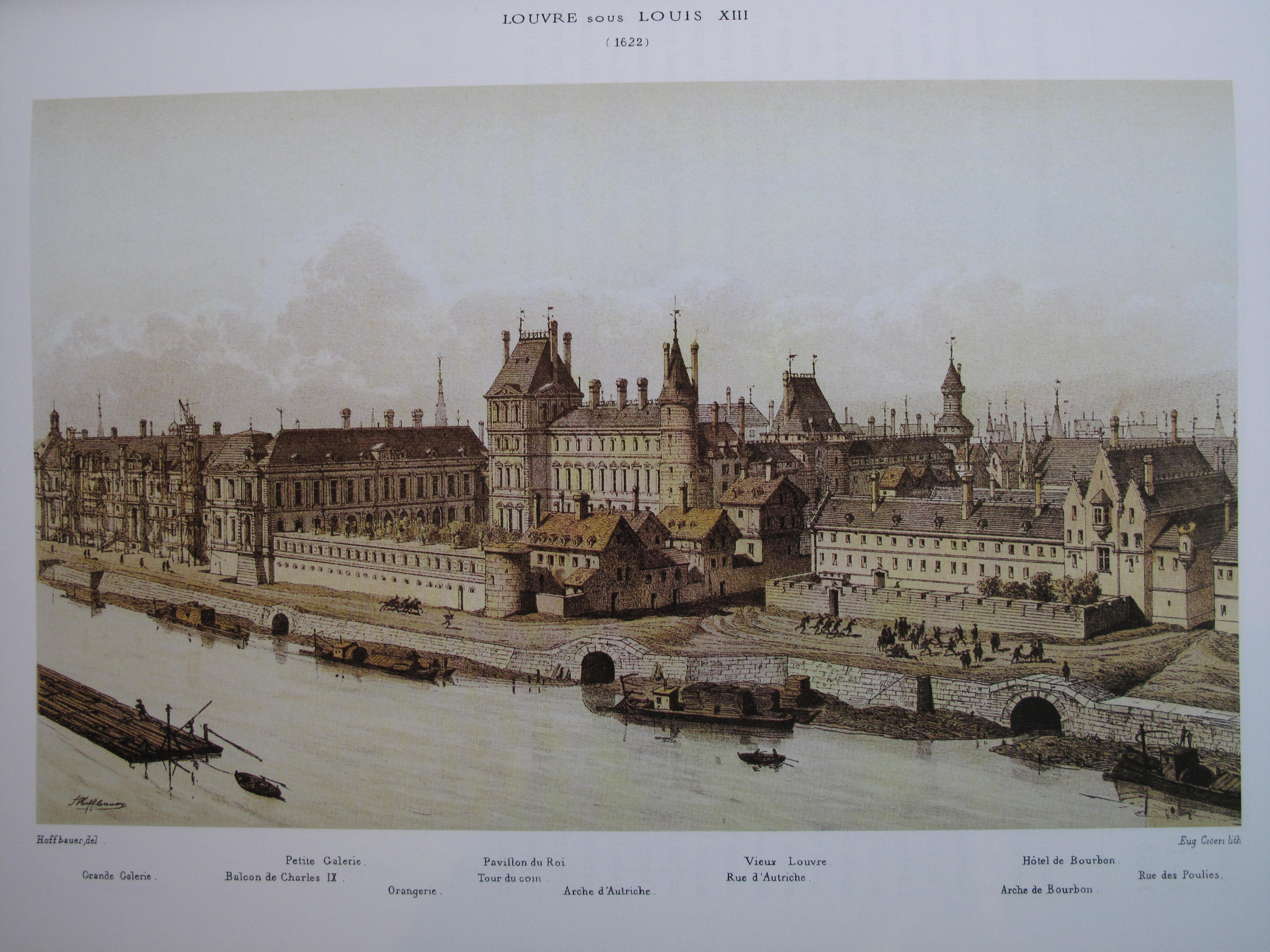
Le palais du Louvre sous Louis XIII

Cette proximité royale offre à Françoise de monter à Paris afin de passer l'hiver 1620-1621 à la Cour, en fêtes et divertissements au palais du Louvre, où « elle est fort admirée, Monsieur de Toulongeon n'ayant qu'à se louer de la renommée et de la considération de sa femme ». Tout en ayant reçu en dot le château de Monthelon, elle s'installe à La Chapelle-sous-Uchon, au château d'Alone-Toulongeon dont Antoine avait fait l'acquisition en 1614. L'aîné de ses enfants, qui naît en 1621, fait partie des cinq parmi sept qui ne survivront pas. Au château se produit le second miracle de 1622, reconnu par l'Église dans l'hagiographie de Jeanne de Chantal : accueillant sa mère accompagnée de sept visitandines dont Anne-Marie Rosset, future mère supérieure du monastère de la Visitation d'Annecy, cette dernière connaît dans la chapelle du château une extase mystique qui se manifeste par une lévitation. Lorsqu'elle est parmi les témoins de ce phénomène, Françoise est enceinte de la seule fille qui survivra, Gabrielle (1622-1646) qui épousera le 28 avril 1643 Roger de Bussy-Rabutin.

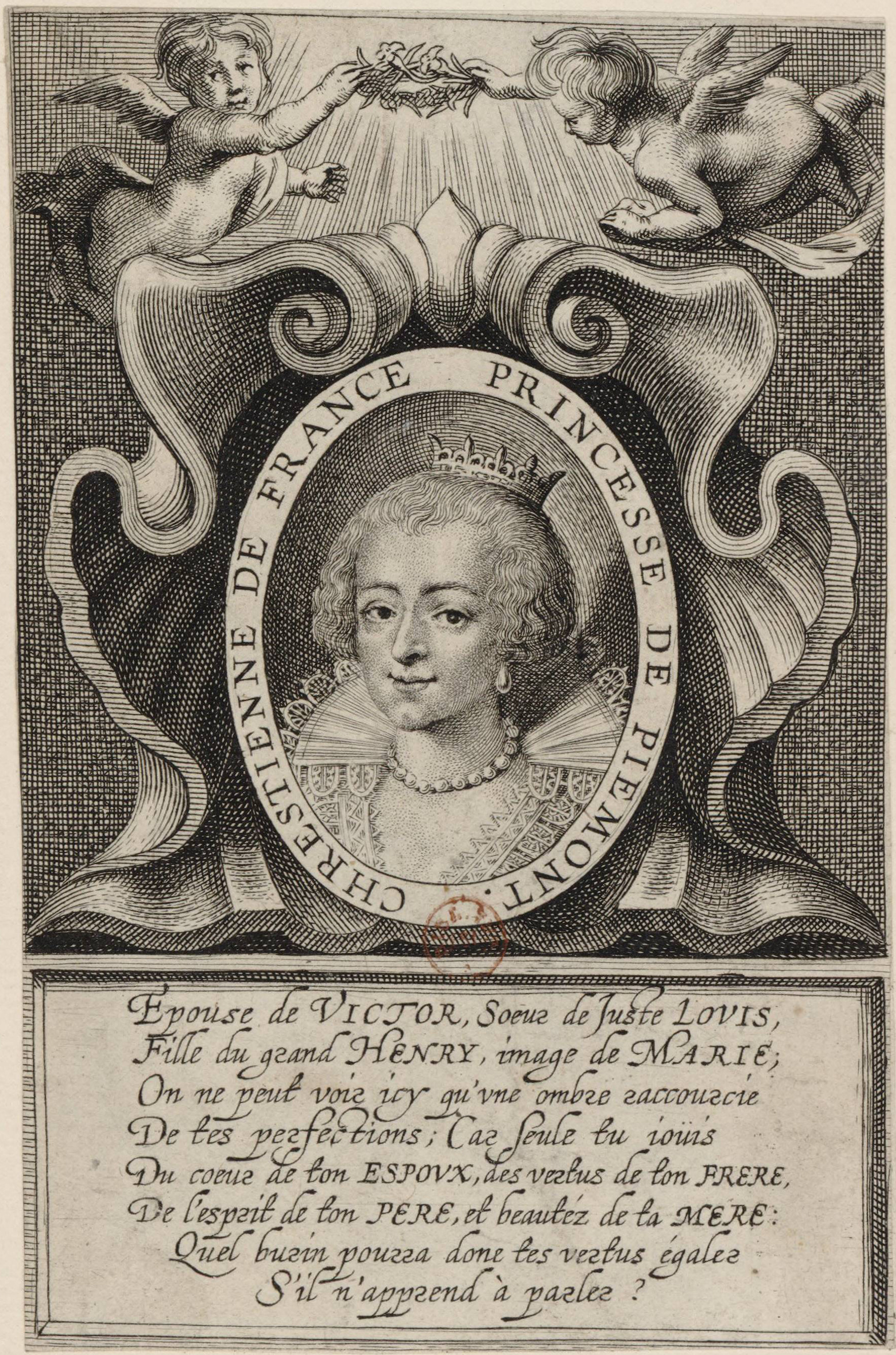
Christine de Savoie

Les tourments que lui cause son frère Celse-Bénigne, condamné à mort par contumace par le Parlement de Paris pour son implication dans un duel le dimanche de Pâques 1624 et venu se réfugier au château de Toulongeon, l'appellent à « rétablir le calme et la confiance en son esprit en donnant tous ses soins à une œuvre bien faite » : c'est la construction du couvent de la Visitation d'Autun, dont elle est dite initiatrice, pour laquelle elle obtient l'accord de Claude de la Magdelaine, évêque d'Autun. Jeanne de Chantal, qui fonde le couvent en 1626, n'en maintient pas moins, à la faveur de ses déplacements, ses haltes au château de Toulongeon – une histoire édifiante évoque Françoise, en état de grossesse, allant l'accueillir à genoux aux portes du château – qui, alors « tout bruissant d'offices et d'oraisons, se voit transformé en un couvent amical où les dévotes du voisinage viennent faire retraite ».
Richelieu nomme Antoine II de Toulongeon gouverneur de la citadelle de Pignerol en 1630, service pour lequel Louis XIII érige en la même année 1630 la seigneurie d'Alone en comté de Toulongeon. Françoise Kermina relate le séjour de Françoise à Pignerol comme étant le moment le plus prestigieux de son existence : « belle, très élégante et très spirituelle, comme toutes les Rabutin-Chantal, elle représentait admirablement la France aux yeux des seigneurs de Turin qui affluaient à la cour du gouverneur depuis que s'annonçait la paix, le duc de Savoie Charles-Emmanuel Ier étant mort de rage et de honte en 1630. La duchesse de Savoie, Christine de Savoie, épouse du nouveau duc Victor-Amédée Ier, qui vouait un véritable culte à la mémoire de François de Sales, négociateur de son mariage, ne pouvait rester indifférente au charme d'une fille aimée et élevée par lui. Elle l'invitait à sa cour et voulait toujours l'avoir dans ses ballets et autres parties de ses divertissements, que la jeune femme se gardait de bouder ». Antoine meurt en 1633 à Pignerol, quelques semaines après que Françoise l'y ait rejoint et y ait mis au monde leur fils François, leur second enfant survivant et leur héritier dont on ne saura que peu de choses : « il vécut obscurément, mais à la manière assez dépensière des Rabutin ».
« Elle était un des ornements de la société qui se réunissait au château de Montjeu », résidence de Nicolas Jeannin de Castille, non loin d'Autun, évoque Charles Athanase Walckenaer qui situe là en juillet 1656 la première rencontre entre Françoise et sa nièce Madame de Sévigné, « charmée de la trouver si jolie et si aimable ». Le château constitua de fait à plusieurs reprises pour l'épistolière une halte agréable sur le route de Provence où elle s'en allait visiter sa fille, Madame de Grignan, et l'on dit que les deux femmes y agirent ensemble à la réconciliation entre Nicolas Jeannin de Castille et Roger de Bussy-Rabutin. Françoise fréquente également le château d'Époisses où elle fait partie du cercle de Guillaume de Guitaut (proche du Grand Condé) et où elle rencontre Gilonne d'Harcourt, comtesse de Fiesque, « femme admirable » « née pour l'esprit de société et s'y consacrant avec passion » et qui, après avoir été dame d'atours d'Anne d'Autriche, est alors celle de La Grande Mademoiselle dans son exil au château de Saint-Fargeau.

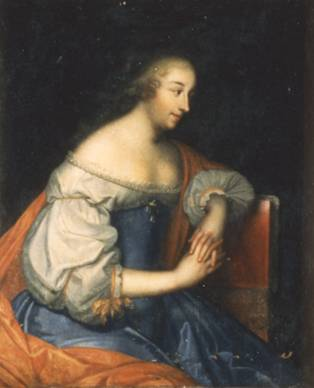
Gilonne d'Harcourt, comtesse de Fiesque

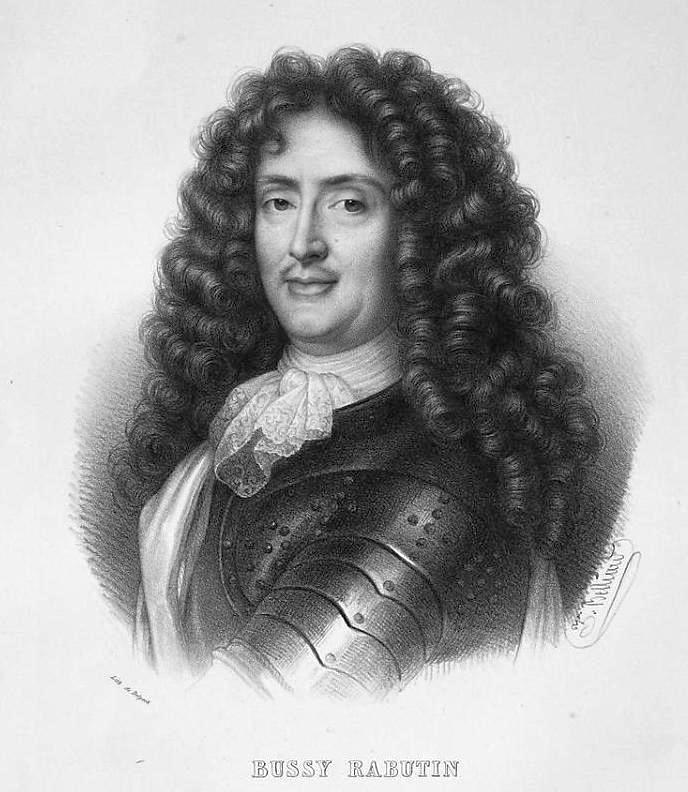
Roger de Bussy-Rabutin

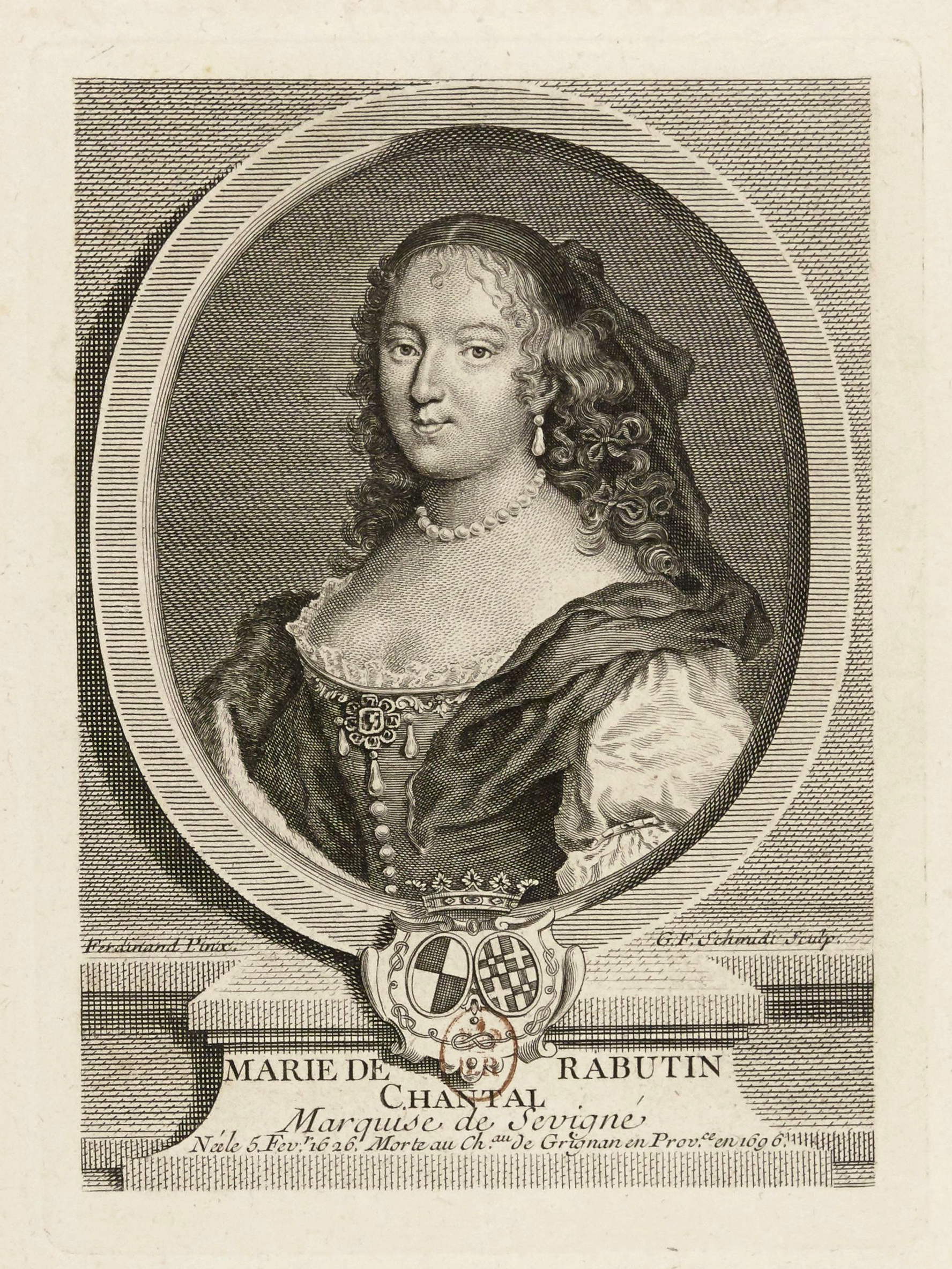
Marquise de Sévigné

Les évocations plus tardives de Françoise par l'illustre épistolière sont cependant beaucoup moins affables : « Madame de Sévigné n'aime pas sa parente », la taxe constamment d'avarice et s'accorde avec Roger de Bussy-Rabutin à « l'ériger en personnage de comédie digne de l'Harpagon de Molière ». En juillet 1672, elle évoque ses haltes chez Françoise comme des devoirs sans joie et dénués de toute affection : « je ne pourrai pas refuser quelques jours en passant à quelque vieille tante que je n'aime guère », pour écrire encore, cinq ans plus tard : « Ma tante de Toulongeon aimerait mieux mourir que de vivre à ce prix-là. La plaisante chose que l'avarice ! »
« Elle était fort avare, mais cependant charitable envers les pauvres » plaide, plus en nuances, Charles Athanase Walckenar. C'est elle également qui, en 1675, fait édifier près de chez elle, à Mesvres, à l'emplacement d'un antique lieu de culte celte, la chapelle Notre-Dame de la Certenue.

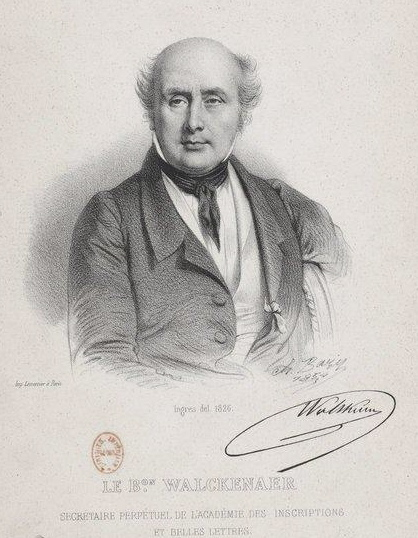
Charles Athanase Walckenaer

Françoise de Rabutin-Chantal meurt en décembre 1684 et l'oraison funèbre prononcée par Nicolas Lévêque, chanoine de Notre-Dame d'Autun, surprend en ce que, sous le voile tout ecclésiastique de la retenue et de la pudeur, il brosse un portrait non dénué de cette modernité qui, mêlant la dévotion à la coquetterie et à la mondanité, est annonciatrice du XVIIIe siècle : « elle n'aimait pas ces compagnies secrètes où le péril est d'autant plus à craindre qu'il ne paraît pas à nos yeux ; mais elle aimait ces grandes assemblées où la vanité brille en tant de lieux qu'elle surprend toujours par quelque endroit. Elle avait de la haine pour le péché, mais elle ne haïssait pas les compagnies où les plaisirs innocents le rendent moins odieux : elle lisait des livres de dévotion, mais elle lisait aussi des romans ; si elle avait de l'horreur pour les crimes de l'amour, elle trouvait du plaisir dans les fables et les aventures des amants. C'est-à-dire qu'elle aurait voulu, comme beaucoup d'autres, avoir les douceurs du monde sans danger et de la vertu sans amertume ».
Celle qui fut à la fois « l'ornement de la société du château de Montjeu » et l'orante solitaire de Notre-Dame de la Certenue repose, selon son vœu, vêtue de la bure visitandine en la chapelle François-de-Sales, dans l'église du Couvent de la Visitation d'Autun où elle s'était retirée dans les derniers mois de sa vie. Si Antoine II de Toulongeon a été inhumé pour sa part en l'église des Feuillants de Pignerol, son cœur a été rapporté auprès d'elle à Autun. Leur beau-frère et frère Claude de Toulongeon, abbé de Saint-Satur, repose de même en la chapelle.

### Postérité
La relation passionnelle de la comtesse de Toulongeon à l'argent se vérifie dès 1641 avec ses âpres protestations contre le testament de son oncle maternel André Frémyot, archevêque de Bourges qui avantage fortement son frère Celse-Bénigne à ses dépens et, observe sans concession Françoise Kermina, elle ne fit que « vieillir en véritable avare de comédie ». De fait, elle laissera à son fils François un bel héritage : « Les Toulongeon sont fort aise d'être riches » observe Roger de Bussy-Rabutin deux ans après qu'elle s'est éteinte, ce à quoi Madame de Sévigné répond : « Toulongeon soupirait encore davantage en voyant la longue vie de sa mère, qui ne lui donnait pas une assiette en argent, ayant deux grands coffres pleins de la vaisselle de nos oncles. Pour moi, je me suis dépouillée avec tant de plaisir, pour établir mes enfants, que j'ai peine à comprendre qu'on veuille, jusqu'à la fin de sa vie, se compter pour tout et les autres pour rien ». Il apparaît clairement que, de part et d'autre, l'ironie et l'absence de concession - teintées peut-être de jalousie et de l'amertume de n'être pas héritiers - visent à désigner la mauvaise parente déclassée, le « contre-blason familial » qui, par effet dialectique, situe les deux épistoliers à son opposé, du côté de la vertu et du vrai positionnement social.
Pour Yohann Deguin, « dans la correspondance de Sévigné et Bussy-Rabutin, Madame de Toulongeon a tout du personnage comique qui se condamne au même sort que la roture pauvre. Sa démesure dans le vice en fait un personnage ridicule et non pas édifiant ; c'est un contre-exemple. Elle est un modèle d'avarice. Que Sévigné et Bussy-Rabutin s'accordent à jouer de cette image caricaturale met en évidence leur connivence familiale et propose un contrepoint aux glorieuses figures de la maison Rabutin. Il s'agit de se moquer d'une connaissance commune, de façon redondante. De fait, le leitmotiv de "la tante avare", tel que l'utilisent Sévigné et Bussy-Rabutin, n'est efficace qu'au sein de leur cousinage ».

## Galerie des principaux lieux cités

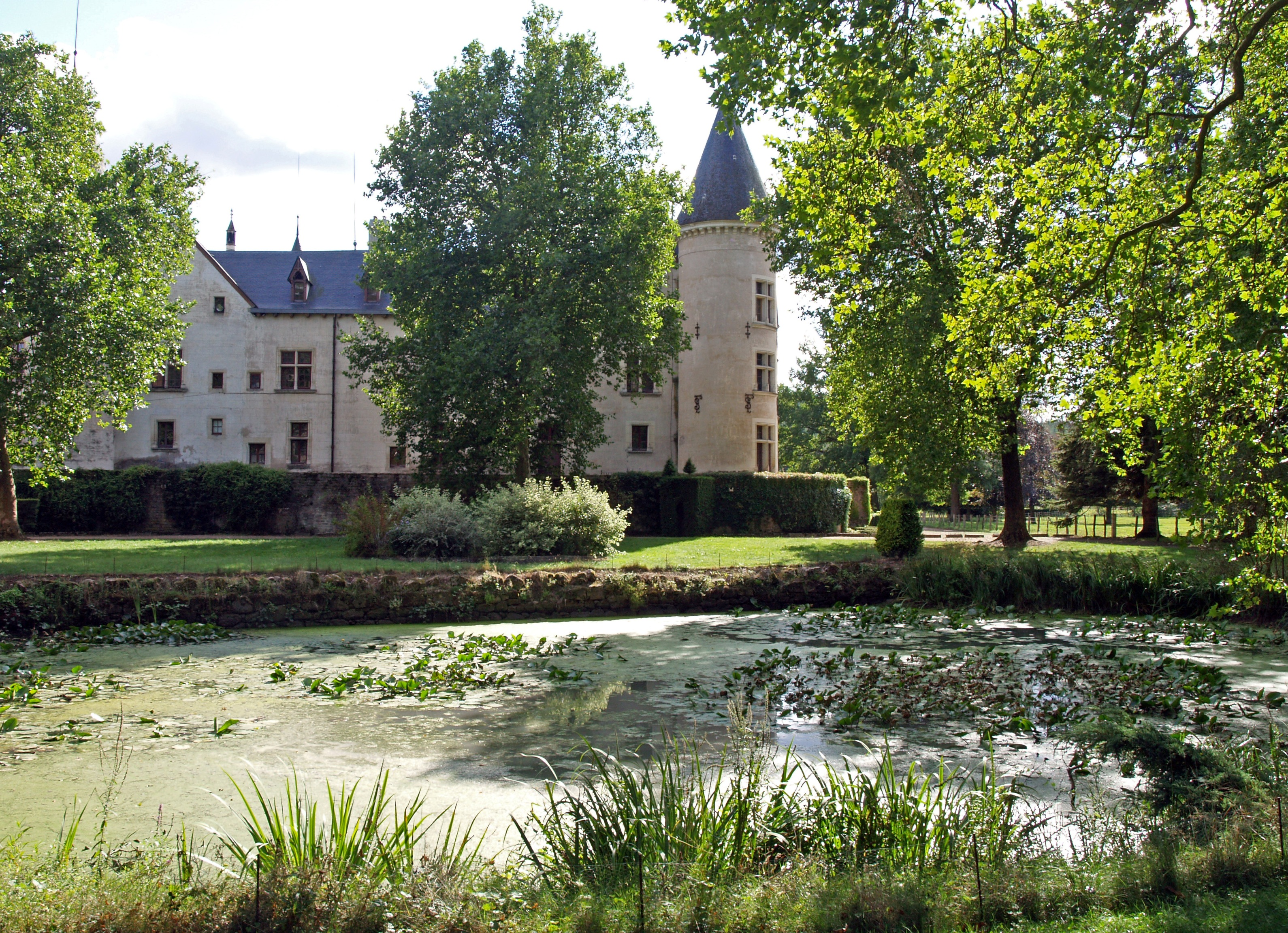
Château de Bourbilly
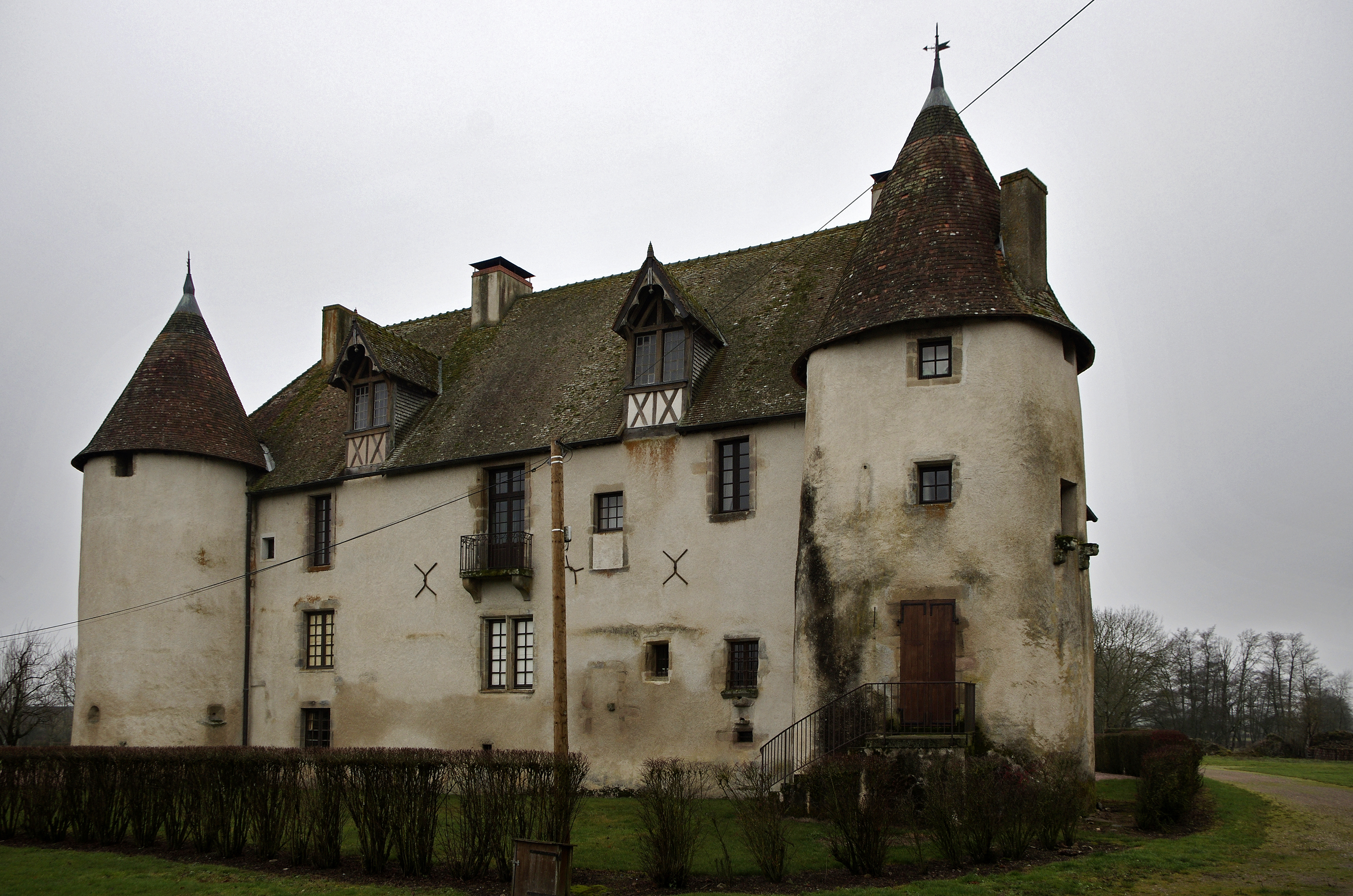
Château de Monthelon
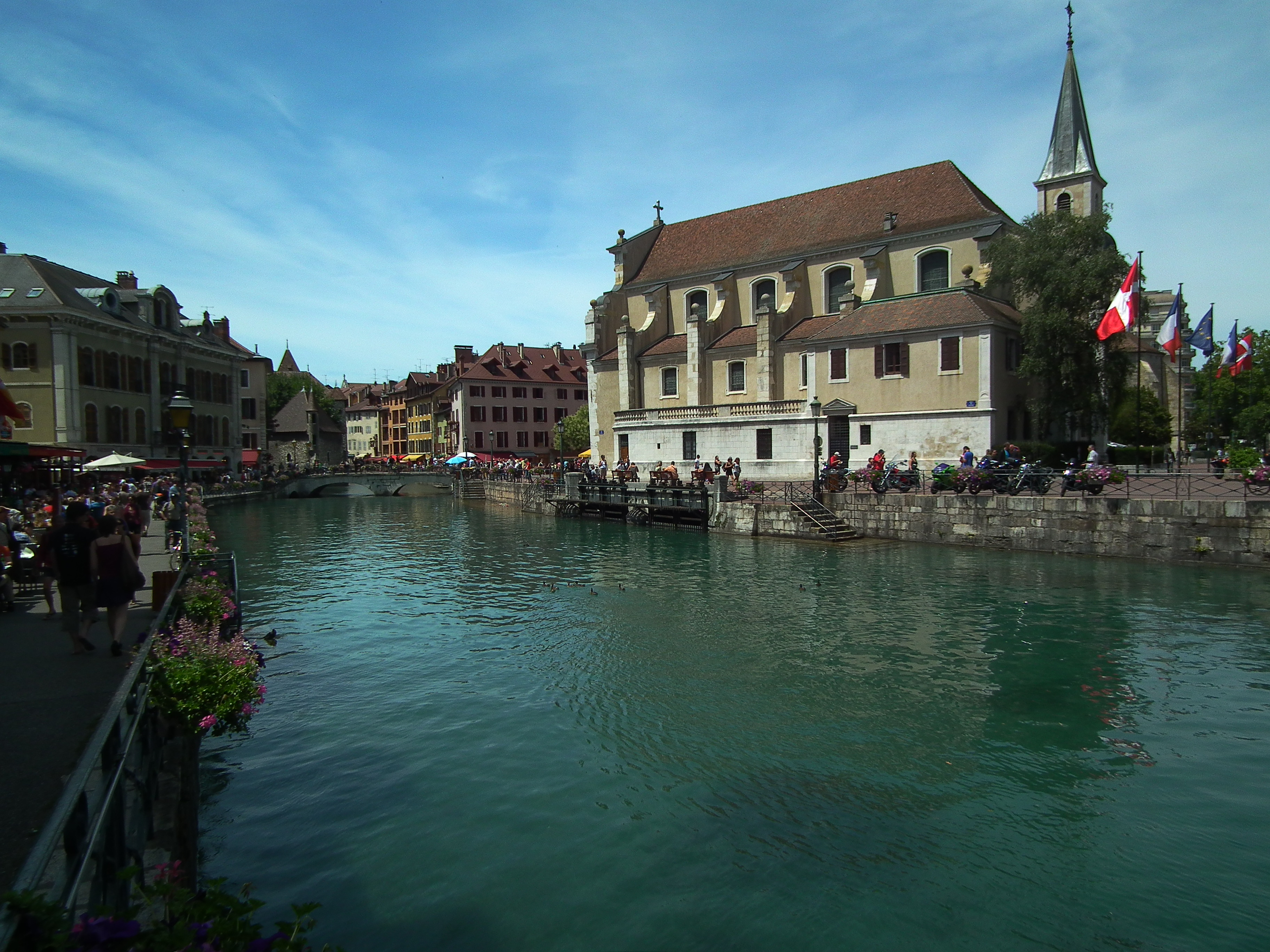
Église Saint-François d'Annecy
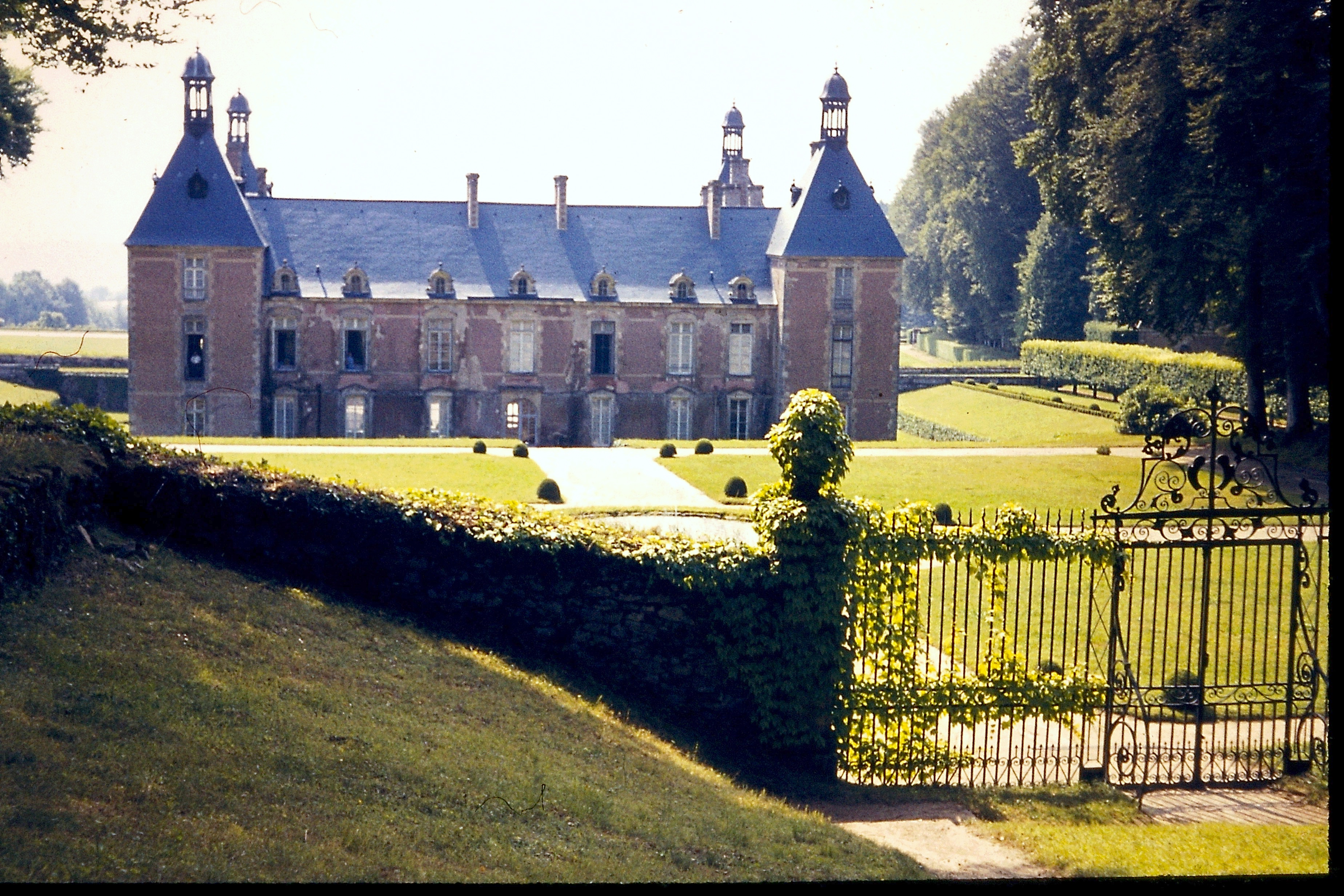
Château de Montjeu
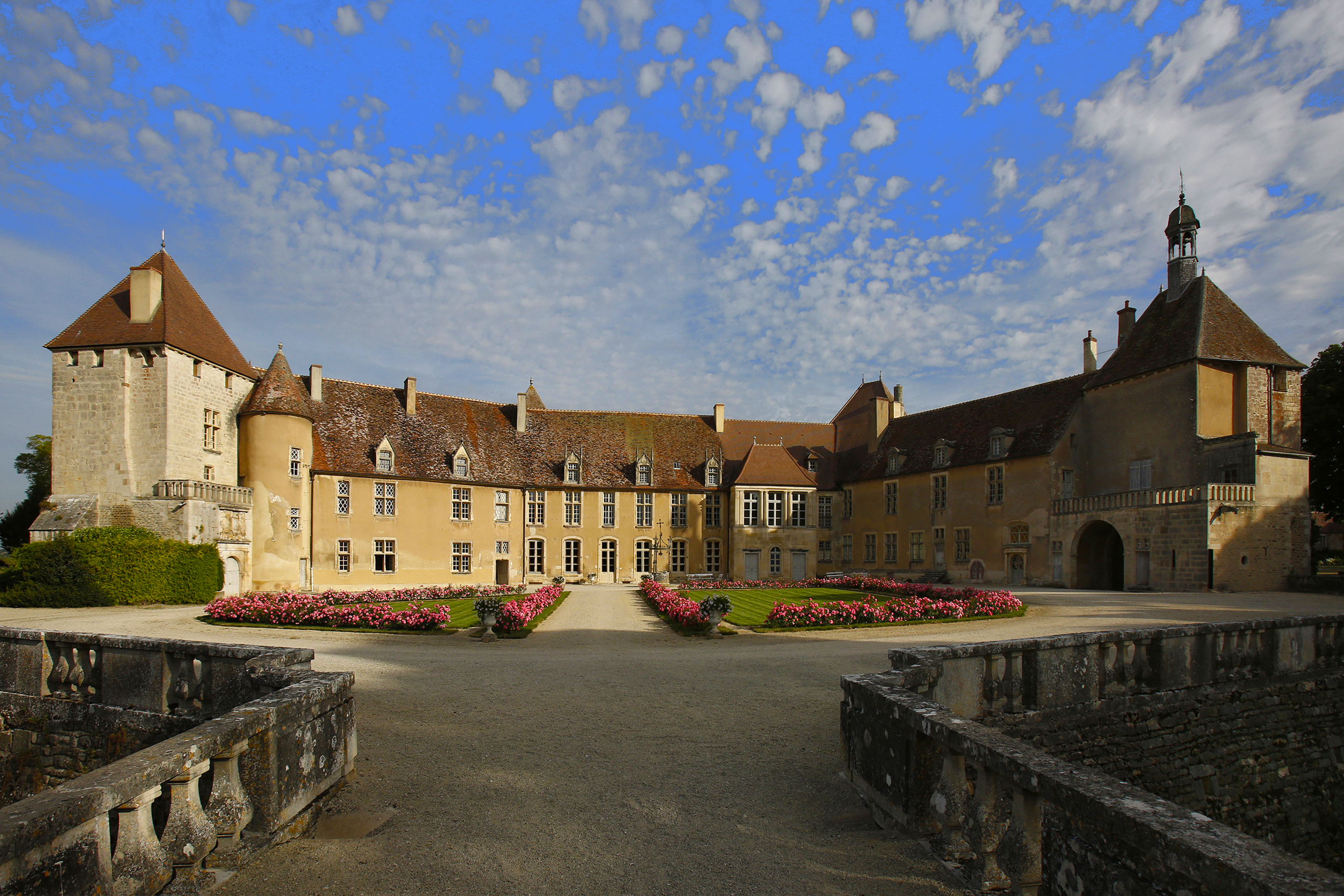
Château d'Époisses
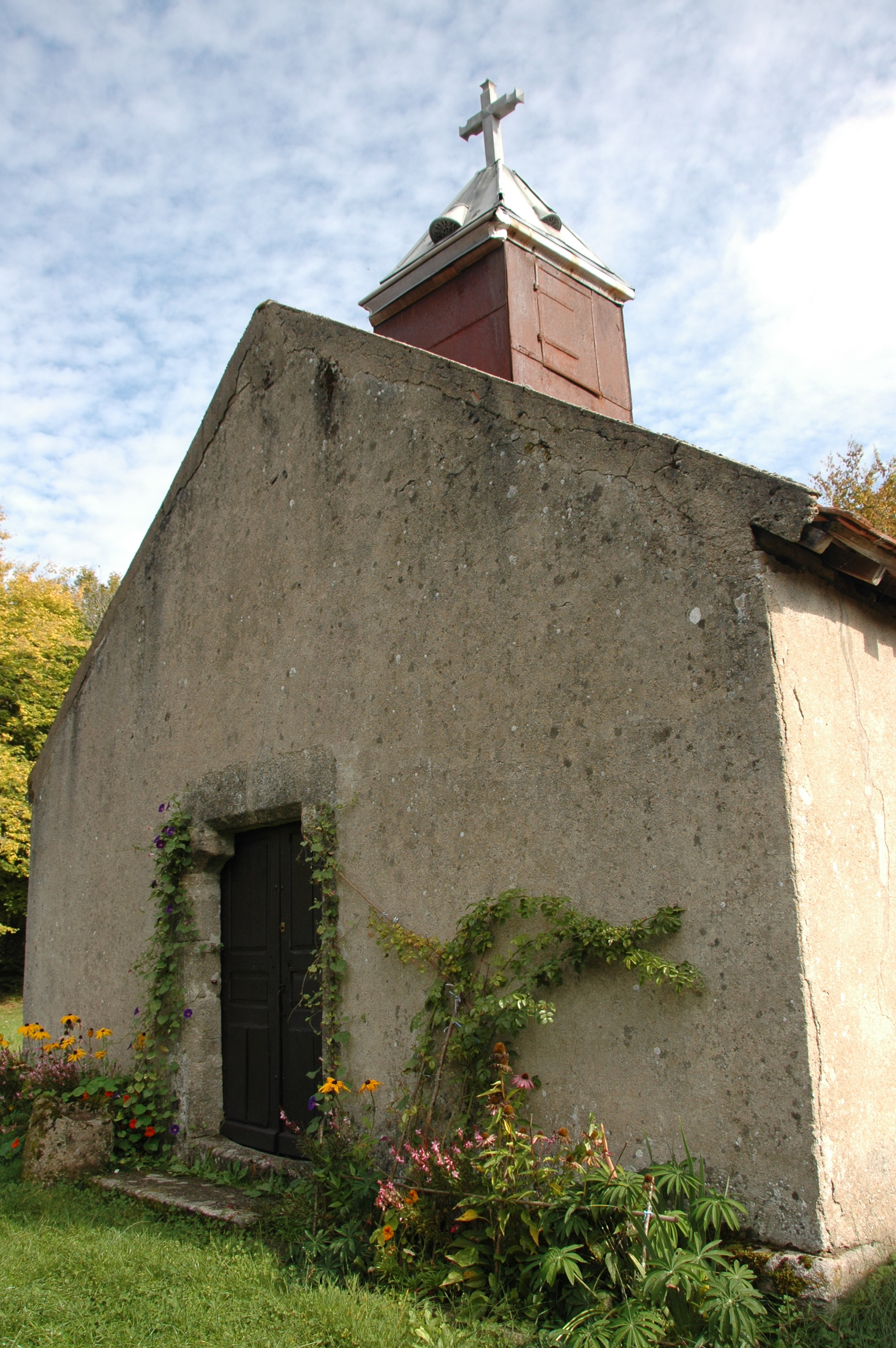
Chapelle Notre-Dame de la Certenue, Mesvres
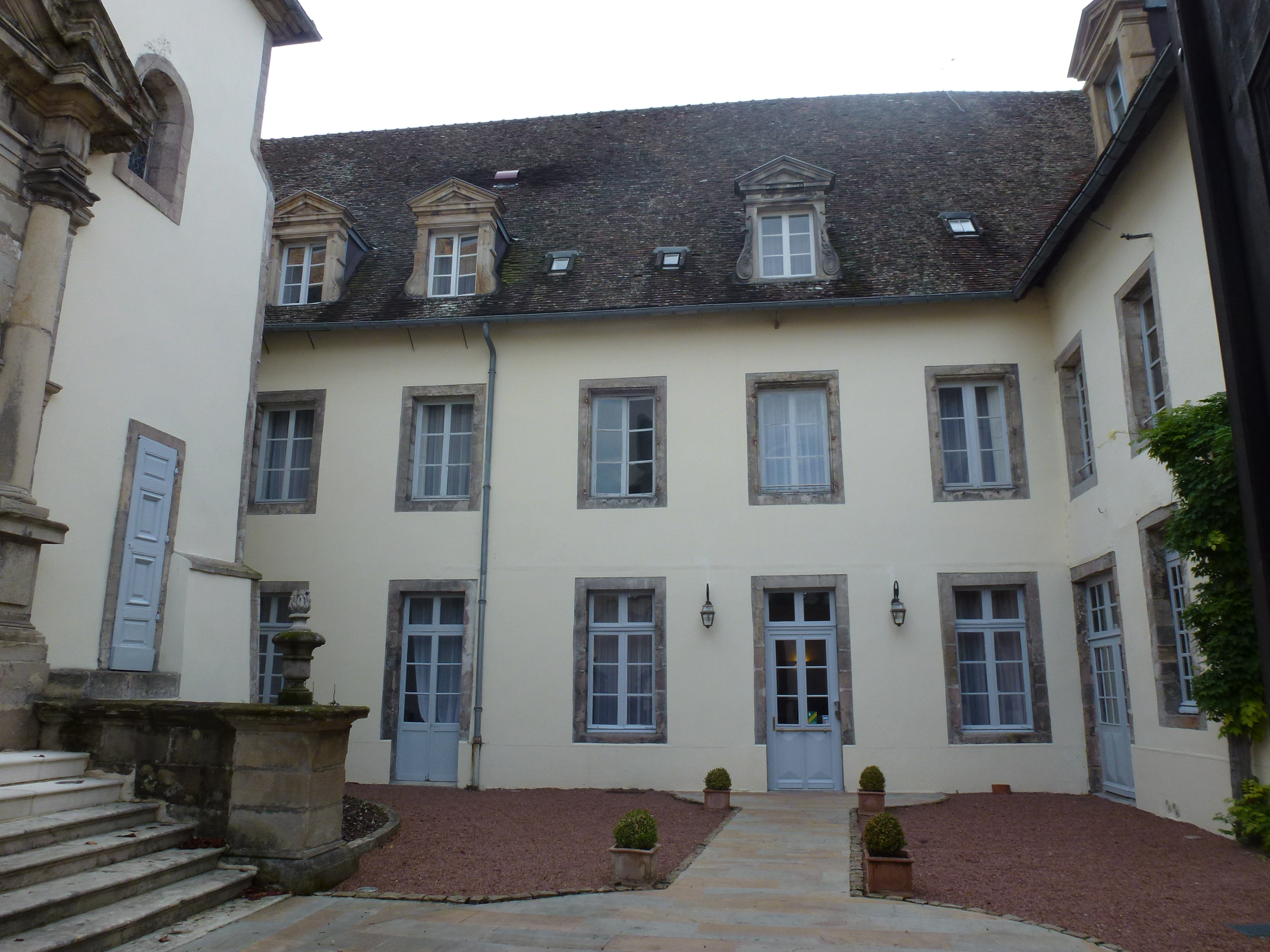
Couvent de la Visitation d'Autun

## Iconographie
- La famille spirituelle de François de Sales et Jeanne de Chantal est une peinture anonyme de 1646 qui proviendrait de la chapelle du château d'Alone-Toulongeon, aujourd'hui conservée en la chapelle Saint-Philibert de l'église Saint-Martin de Couches[20]. Dans une identification qui fait débat, Françoise de Rabutin-Chantal serait représentée, sur la droite du tableau, revêtue d'une écharpe rouge[7],[17].
- Madame de Toulongeon en habit de veuve, gravure d'Étienne Huyot.